# Austrochaperina pluvialis
Austrochaperina pluvialis är en groddjursart som först beskrevs av Richard G. Zweifel 1965.  Austrochaperina pluvialis ingår i släktet Austrochaperina och familjen Microhylidae. IUCN kategoriserar arten globalt som livskraftig. Inga underarter finns listade.